# Yargo (Siglé)
Pour les articles homonymes, voir Yargo.
Yargo est une commune située dans le département de Siglé de la province de Boulkiemdé dans la région du Centre-Ouest au Burkina Faso.

## Éducation et santé
Le centre de soins le plus proche de Yargo est le centre de santé et de promotion sociale (CSPS) de Siglé.